# Syndicate (1993)
Syndicate (ook wel bekend als Cyber Assault) is een isometrisch strategiespel dat ontwikkeld werd door Bullfrog Productions en door Electronic Arts in 1993 werd uitgebracht. Het spel verscheen op verschillende platforms.
Bullfrog Productions bracht in 1993 een uitbreiding uit voor het spel, Syndicate: American Revolt. Een vervolg verscheen in 1996 onder de naam Syndicate Wars. Beide spellen werden in datzelfde jaar uitgebracht als een verzamelpakket, genaamd Syndicate Plus. In 2012 verscheen een reboot onder dezelfde naam als het spel uit 1993. Deze werd ontwikkeld door Starbreeze Studios.

## Gameplay
Het computerspel speelt zich af in het jaar 2096. In een cyberpunkomgeving krijgt de speler het beheer over teams van vier cyborgs. Deze moeten missies uitvoeren waarbij ze moeten liquideren, infiltreren en stelen.
Later in het spel kan de speler investeren in onderzoek en ontwikkeling, om zo nieuwe wapens en upgrades voor Cyborgs vrij te spelen. Het doel in het spel is om een wereldwijde machtspositie te bereiken.

## Ontwikkeling
Het computerspel zou in eerste instantie een multiplayermodus bevatten. Het netwerk van uitgever Electronic Arts kon dit echter niet werkend krijgen, waardoor het uitgebrachte spel alleen een singleplayermodus bevatte. De uitbreiding Syndicate: American Revolt voegde echter wel een mogelijkheid toe om met meerdere spelers te spelen.

## Versies
Syndicate werd in totaal voor elf platforms uitgebracht.
| Platform        | Uitgebracht                  | Opmerkingen                                             |
| --------------- | ---------------------------- | ------------------------------------------------------- |
| 3DO             | 9 juni 1995                  |                                                         |
| Amiga           | 1993                         |                                                         |
| Amiga CD32      | 1995                         | Uitgebracht door Mindscape.                             |
| Atari Jaguar    | 1995                         | Uitgebracht door Ocean Software.                        |
| DOS             | 1993 1993 (3½ inch diskette) |                                                         |
| FM Towns        | juli 1994                    |                                                         |
| Macintosh       | 1994                         |                                                         |
| PC-98           | 1994                         | Uitgebracht op diskette.                                |
| Sega Mega-CD    | 1995                         | Uitgebracht door Domark Software.                       |
| Sega Mega Drive | 1994                         |                                                         |
| SNES            | 1994 19 mei 1995             | In de Verenigde Staten uitgebracht door Ocean Software. |

## Systeemeisen
De onderstaande systeemeisen zijn minimaal en hebben betrekking tot de DOS-versie.

## Ontvangst
| Beoordeeld door                      | Platform   | Datum          | Score |
| ------------------------------------ | ---------- | -------------- | ----- |
| CU Amiga                             | Amiga      | augustus 1993  | 94%   |
| Amiga Computing                      | Amiga      | oktober 1993   | 92%   |
| The Atari Times                      | Jaguar     | 4 april 2007   | 80%   |
| WIZ                                  | DOS        | september 1993 | 80%   |
| Game Players                         | Genesis    | januari 1995   | 78%   |
| Amiga Games                          | Amiga CD32 | oktober 1995   | 78%   |
| Atari Inside                         | Jaguar     | 1995           | 70%   |
| Video Games & Computer Entertainment | 3DO        | september 1995 | 70%   |
| GamePro (USA)                        | SNES       | september 1995 | 70%   |
| Total! (Duitsland)                   | SNES       | december 1994  | 65%   |

## Trivia
- Het spel is opgenomen in het boek 1001 Video Games You Must Play Before You Die van Tony Mott.